# Placide Viel
Pour les articles homonymes, voir Viel.
Victoire Eulalie Viel (26 septembre 1815 - 4 mars 1877), en religion Mère Placide, née au foyer d'Hervé Viel, au lieu-dit le Val Vacher, non loin de Quettehou dans le Cotentin, au cœur du Val de Saire, est une religieuse catholique, mère supérieure, active dans l'organisation des secours pendant la guerre franco-prussienne.

## Sa vie

### Enfance
Baptisée le jour de sa naissance, Eulalie Victoire Jacqueline, l'enfant fut spontanément appelée Victoire en souvenir d'une sœur morte en bas âge qui portait ce même prénom. Ses parrain et marraine furent Jeanne Viel et Jacques Tournaille.
Elle fréquenta l'école du village tout en aidant ses parents aux travaux des champs et de la maison, et fit sa première communion avant l'âge requis, le curé de Quettehou, l'abbé Lepoitevin de Duranville l'ayant estimée apte à le faire. Selon les propres paroles de sœur Placide, rapportées ultérieurement, il lui avait dit : « J'ignore, ma bien chère enfant, ce que Notre-Seigneur demandera de vous, mais je suis persuadé qu'il a sur votre âme des desseins tout particuliers, auxquels il faut dès maintenant vous préparer à répondre en l'aimant de tout votre cœur et en cherchant toujours à suivre son adorable volonté ».
Afin d'acquérir l'apprentissage normal des filles de cette époque, ses parents l'envoyèrent apprendre la couture chez une couturière du bourg, madame Gilles, où elle ne resta que quelques mois avant de regagner la ferme familiale.
Victoire était une jeune fille saine, robuste, au caractère agréable, gaie, mais parfois aussi timide et un peu renfermée. Pendant toute son adolescence, elle prit à cœur d'enseigner le catéchisme aux enfants du pays, et de leur apprendre des cantiques.

### Appel religieux

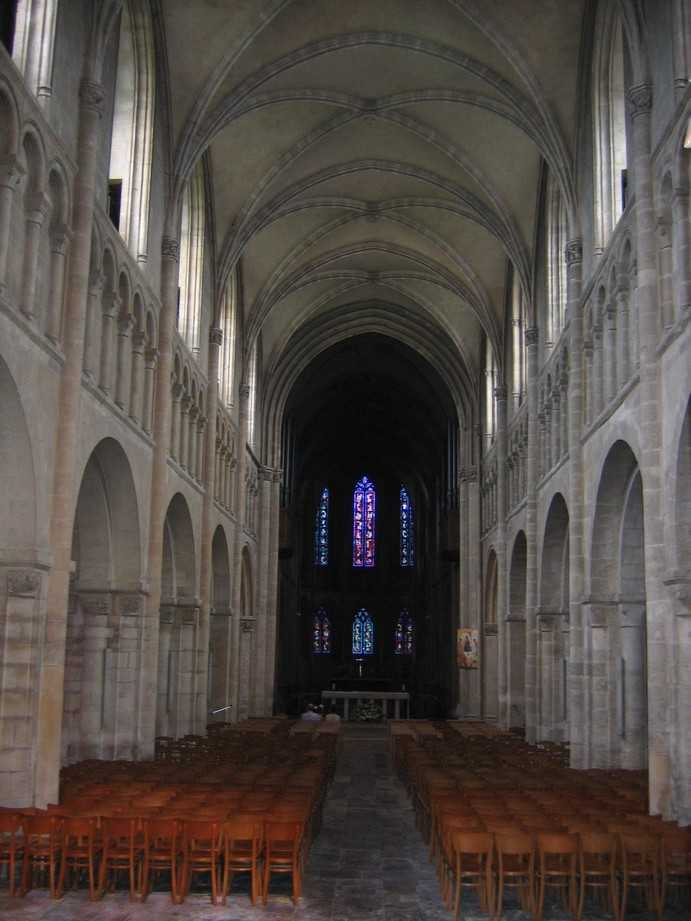
Intérieur de l'église abbatiale actuelle.

C'est en visitant régulièrement sa cousine, sœur Marie, religieuse à Tamerville, puis à Saint-Sauveur-le-Vicomte, qu'elle  rencontra sainte Marie-Madeleine Postel, fondatrice des Sœurs des Écoles chrétiennes de la Miséricorde.
Entrée à son tour dans cette congrégation, elle prend l'habit le 1er mai 1835 et reçoit le nom de sœur Placide. Accueillie chaleureusement par la mère Marie-Madeleine Postel qui lui avait dit à son entrée au couvent que : « Les anges portent les croix de celles qui entrent de bonne heure au service de Dieu », elle fut d'abord préposée aux cuisines, tandis que la communauté tentait de reconstruire les murs de l'abbaye en ruine. Elle prononça ses vœux perpétuels le 21 septembre 1838, alors que la communauté adoptait les constitutions des Frères des Écoles chrétiennes.

### Les premières missions
Rapidement sa supérieure lui confia plusieurs missions. Le 20 août 1840, elle fut chargée de présider à la fondation d'une congrégation à La Chapelle-sur-Vire afin d'y accueillir les pèlerins de Notre-Dame de la Miséricorde. Elle lui facilita aussi la poursuite d'indispensables études que son enfance laborieuse ne lui avait pas permis de faire. sœur Placide séjourna aussi à Avranches afin d'y installer un asile et un ouvroir, et le 1er janvier 1842, elle était élue assistante de la mère supérieure avec la charge du noviciat.

### Les premières quêtes

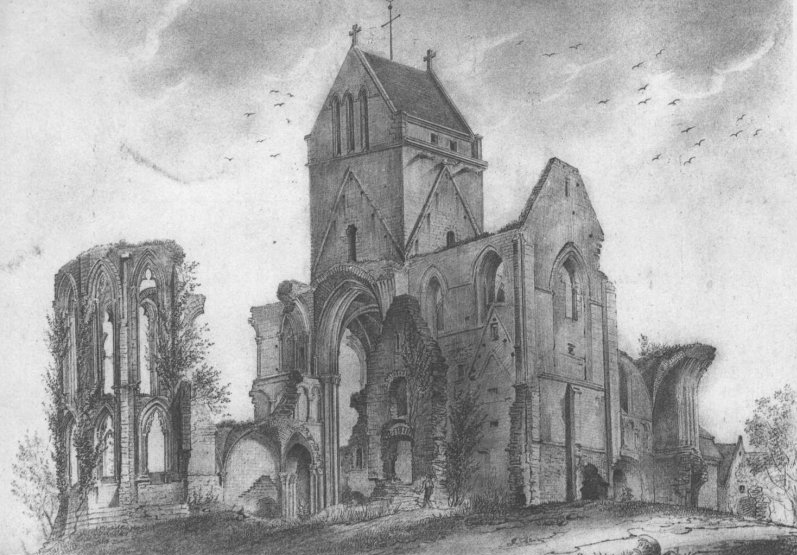
Ruines de l'abbaye Saint-Sauveur.

La reconstruction de l'abbaye était longue et coûteuse, d'autant plus que le clocher, laborieusement rebâti, s'était effondré dans la nuit du 24 au 25 novembre 1842 lors d'une tempête. Il avait fallu toute l'énergie de la mère supérieure pour que les travaux puissent reprendre surtout que l'argent manquait. C'est alors qu'elle décida d'envoyer sœur Placide demander des subsides en lui disant : « Dieu veut que notre pauvre Institut se propage, mais il veut que l'église soit réparée. Il faut qu'on y travaille toujours et l'argent ne manquera pas tant qu'elle ne sera pas achevée : vous demanderez et on vous donnera.. Voici une lettre à l'adresse de la Reine des Français, partez pour Paris..  ».
Passant par Coutances afin d'obtenir l'accord de l'évêque, sœur Placide en compagnie de sœur Xavier, partit pour Paris. Elle fit ainsi plusieurs voyages :
- de janvier 1844 à juin 1844
- d'octobre 1844 à avril 1845
- d'octobre 1845 à juin 1846

C'est à cette occasion qu'elle rencontra la reine Marie-Amélie.
Elle fit aussi une tournée en Bretagne, passant par Rennes, Nantes, Saint-Brieuc, à la fin du printemps 1845. Sou après sou, après de longues démarches dans les ministères et les administrations, les religieuses réussirent à obtenir quelques fonds pour la reconstruction de leur abbaye.

### Mère supérieure

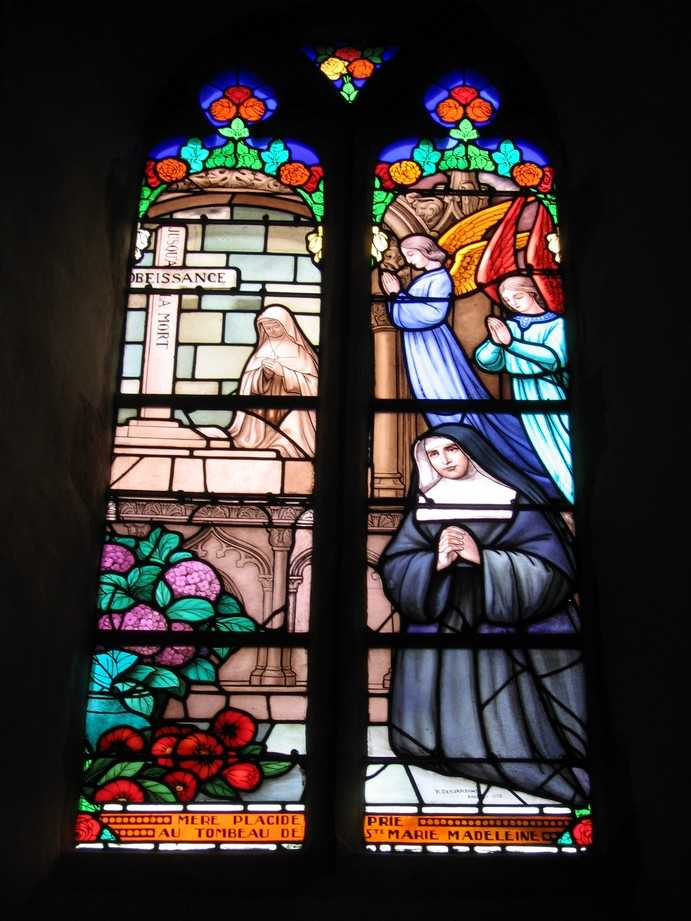
Vitrail de l'église abbatiale représentant sœur Placide.

Le 16 juillet 1846 la mère supérieure, Marie-Madeleine Postel mourut. Lors de l'élection de la nouvelle supérieure, le 5 septembre 1846, ce fut sœur Placide qui fut élue, à l'unanimité moins deux voix. Mère Placide, devant assumer la double tâche de l'administration matérielle et morale de l'abbaye, et de la recherche de fonds pour la reconstruction, reprit ses voyages et nomma sœur Marie assistante pour la représenter au monastère et en assurer la direction en son absence.

### Voyages lointains
Partie de Paris, le 14 septembre 1849, mère Placide arriva à Vienne le 18 en passant par Bruxelles, Cologne, Berlin et Breslau. À Vienne, elle est reçue par la baronne de Pongrâce et rend visite au vicaire général de l'archevêque. Le 19 septembre, elle arrive au château de Froshsdorf où elle est reçue par Henri V et son épouse Marie-Thérèse. Sur le chemin du retour, mère Placide se rend à Potsdam et obtient une audience du roi de Prusse Frédéric-Guillaume qui lui fit aussi une offrande.

### Fondations
À l'image de la fondatrice, mère Placide eut à cœur d'augmenter les effectifs de sa congrégation tout en donnant à ses filles une solide formation spirituelle.
Plus de 110 institutions furent créées, dont la plus importante fut celle de la Maison du Saint Cœur de Marie, à Paris, rue de Picpus. Cet établissement, qui avait pour vocation d'assurer l'éducation d'adolescentes issues de milieux populaires, fut confié à sœur Élysée. Si les débuts furent difficiles, l'établissement devint ensuite florissant. De 50 jeunes filles accueillies en 1848, son effectif passa à 500 en 1870.
Dès 1862, une autre maison fut fondée en Allemagne, à Heilbad Heiligenstadt.

### Pendant laguerre franco-prussienne de 1870
À la suite de la capitulation de Sedan et de l'exode des populations civiles, l'abbaye de Saint-Sauveur-le-Vicomte vit arriver les sœurs qui étaient en poste dans les territoires envahis, mais aussi des soldats blessés et mourants. Durant l'hiver 1870-1871, l'abbaye fut transformée en hôpital où les sœurs se dépensèrent sans compter pour soulager et réconforter les blessés. 8317 malades s'y succédèrent.

### La reconstruction de l'abbaye

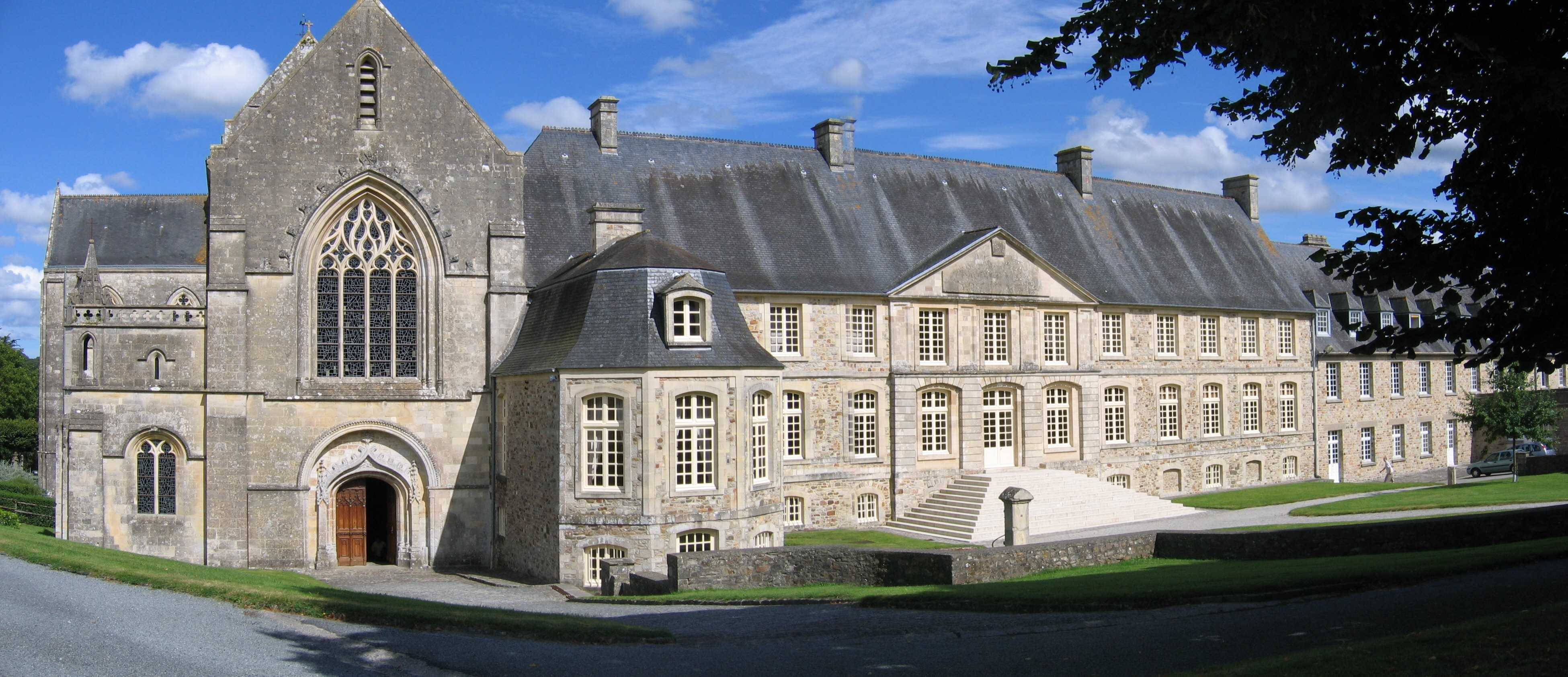
L'abbaye Saint-Sauveur actuelle (2007).

En 1846, à la mort de Marie-Madeleine Postel, les murs étaient pratiquement reconstruits. En 1849, le chœur était achevé. Le 10 août 1855, il fut possible de transférer les restes de la fondatrice dans la chapelle de la Croix, à la gauche du transept, où un tombeau avait été aménagé à cette intention.
Peu de temps après, le 21 novembre, l'abbé Delamare venait bénir l'église pour l'ouvrir au culte et c'est le même abbé, devenu entretemps évêque de Luçon, qui consacra solennellement l'église de l'abbaye en présence de l'évêque de Coutances.
Il fallut plus de 12 années pour que la restauration soit achevée, grâce à la pugnacité de mère Marie-Madeleine Postel et de mère Placide ensuite.

## La fin de sa vie
Mère Placide Viel s'éteignait le 4 mars 1877. La congrégation comptait alors 1100 religieuses et 104 écoles.
Elle a été béatifiée le 6 mai 1951 par le pape Pie XII, sa fête a été fixée le 4 mars. 

## Citations
- « J'aimerais une maison remplie d'enfants et dans laquelle le Bon Dieu serait bien servi ».
- À propos de ses quêtes : « J'allais sans crainte ayant la foi la plus entière dans les paroles de ma supérieure et persuadée que j'accomplissais l'œuvre de Dieu ».
- « Si Jésus dit à un cœur impatient : sois patient, il le sera ; s'il dit à un cœur froid et peu charitable : sois brûlant et charitable, il le sera ; s'il dit à un cœur rempli d'affection pour le monde : sois détaché, aussitôt il sera changé. Qu'il est grand et puissant, celui qui opère tant de merveilles... ».

## Sources
- La Douceur victorieuse, Placide Viel - André Merlaud - Éditions Sos - 01/1977
- Monographie sur Placide Viel - 1988 - R. Dorey, curé de Barfleur - (disponible à l'abbaye Saint-Sauveur)